# 山内涼平
山内 涼平（やまうち りょうへい、1996年1月20日 - ）は、日本の舞台俳優、俳優。株式会社BE THERE所属。愛知県出身。身長168cm。

## 人物
- 特技は殺陣、ダンス、日本舞踊、野球、サッカー、バスケットボール[1]。

## 出演

### 映画
- 『日本で一番悪い奴ら』（2016年6月25日公開）[1]

### 舞台
- ミュージカル『スタミュ』- アンサンブル
  - ミュージカル『スタミュ』（2017年4月1日 - 9日、Zeppブルーシアター六本木 / 4月15日 - 16日、森ノ宮ピロティホール）[2]
  - ミュージカル『スタミュ』-2ndシーズン-（2018年7月4日 - 11日 、日本青年館 / 7月20日 - 22日、森ノ宮ピロティホール）[3]
- ミュージカル『ヘタリア』〜in the new world〜（2017年7月15日 - 17日、NHK大阪ホール / 7月21日 - 8月2日、シアター1010）- アンサンブル[4]
- ミュージカル『少女革命ウテナ 〜白き薔薇のつぼみ〜』（2018年3月8日 - 18日、CBGKシブゲキ!!）- 西園寺 (幼少期) 役[5]
- 音楽活劇『SHIRANAMI』（2019年1月11日 - 29日、新国立劇場 中劇場）
- 歌劇派ステージ『ダメプリ』ダメ王子 VS 偽物王子（2019年5月17日 - 23日、よみうり大手町ホール）- アンサンブル[6]
- 劇団シャイニング from うたの☆プリンスさまっ♪『エヴリィBuddy!』（2019年10月12日 - 14日、梅田芸術劇場 シアター・ドラマシティ / 10月17日 - 21日、品川プリンスホテル ステラボール）- アンサンブル[7]
- CONTE STAGE
  - CONTE STAGE『ガソリンアレイ』（2020年4月3日 - 5日）
  - CONTE STAGE『煙突のある街』（2020年10月16日 - 18日、しもきた空間リバティ）
  - CONTE STAGE『春、揺らぐ、勿忘草 ～二〇二二春～』月編／太陽編（2022年5月3日 - 8日、赤坂πTOKYO）[8]
  - CONTE STAGE『東京のメダカ』（2022年7月22日 - 24日、池袋西口GEKIBA）[9]
  - 二人芝居『ふたりよがり』「ふれる面会」（2022年9月23日 - 25日、池袋西口GEKIBA）
  - 二人芝居『ふたりよがり』（2023年1月27日 - 29日、池袋西口GEKIBA）
  - 二人芝居『ふたりよがり』（2023年3月10日 - 12日、池袋西口GEKIBA）
  - CONTE STAGE『春、揺らぐ、勿忘草』（2023年7月14日 - 17日、赤坂πTOKYO）
  - CONTE STAGE 名古屋公演『リュックの中の海老』（2023年8月25日 - 27日、G/pit）
- 『七つの大罪 The Stage-裏切りの聖騎士長-』（2020年6月18日 - 28日、天王洲 銀河劇場）- アンサンブル（全公演中止）[10]
- SCANP9.5人狼演劇 in zoom『SURVIVORS ~Werewolf in prison~』（2020年6月24日 - 25日）
- 舞台『炎炎ノ消防隊』- アンサンブル
  - 舞台『炎炎ノ消防隊』（2020年7月31日 - 8月2日、梅田芸術劇場シアター・ドラマシティ / 8月7日 - 9日、KT Zepp Yokohama）[11]
  - 舞台『炎炎ノ消防隊』-破壊ノ華、創造ノ音-（2022年1月18日 - 23日、KT Zepp Yokohama）[12]
- 舞台『文豪とアルケミスト 綴リ人ノ輪唱』（2020年9月10日 - 22日、品川プリンスホテル ステラボール / 9月25日 - 27日、京都劇場）- アンサンブル[13]
- ぐりむの法則『うぶ声』（2020年10月30日 - 11月3日、新宿眼科画廊）[14]
- ミュージカル『DREAM!ing』
  - ミュージカル『DREAM!ing』（2020年12月24日 - 27日、IMPホール / 2021年1月8日 - 17日、大手町三井ホール）- アンサンブル[15]
  - ミュージカル『DREAM!ing ～Rainy Days～』（2022年7月8日 - 18日、品川プリンスホテル ステラボール）※場内アナウンス担当
- 2.5次元ダンスライブ「ALIVESTAGE外伝 ZIX STAGE『Break It!』」（2021年2月27日 - 2月28日、草月ホール）- バックダンサー[16]
- 池袋ウエストゲートパーク THE STAGE（2021年6月25日 - 27日、豊洲PIT / 7月1日 - 4日、シアター1010）- アンサンブル[17]
- 『ワールドトリガー the Stage』- 佐鳥賢 役
  - 『ワールドトリガー the Stage』（2021年11月19日 - 28日、品川プリンスホテル ステラボール / 12月2日 - 5日、サンケイホールブリーゼ）[18]
  - 『ワールドトリガー the Stage』B級ランク戦開始編（2023年8月5日 - 6日、シアター1010 / 8月10日 - 13日、サンケイホールブリーゼ / 8月18日 - 27日、天王洲 銀河劇場）※ 映像出演
- ミュージカル『ロミオの青い空』（2022年3月31日 - 4月3日、東京建物 Brillia HALL）- リオ 役[19]
- 『アニドルカラーズ キュアステージ -Jump to the Future-』（2022年5月27日 - 31日、オルタナティブシアター）- 金森碧叶 役[20]
- 夏の芝居祭り 5週目『ソウサイノチチル』（2022年8月30日 - 9月4日、赤坂πTOKYO）
- 演劇集団イルカボーイズ 番外公演『ニンゲンムズイズム』（2022年11月23日 - 27日、ステージカフェ下北沢亭）
- 朗読劇『でかける時はいつも』（2023年2月3日 - 5日、πTOKYO）
- 安達健太郎×kids heartプロモーション 二人芝居『ふたりよがり』（2023年4月14日 - 16日、G/pit）
- 演劇集団イルカボーイズ 第四回公演 『トンネルに咲く花』（2023年5月25日 - 28日、下北沢シアター711）
- 朗読劇『コインランドリーカタルシス』（2023年6月23日 - 25日、池袋西口GEKIBA）
- END es PRODUCE 舞台企画 Vol.2『N-ull land〜零の世界〜』（2023年8月9日 - 13日、シアターグリーン BIG TREE THEATER）
- 公演『ヒモのはなし』（2023年10月4日 - 11日、シアター711 / 10月17日 - 29日、ささしまスタジオ）- 学生 役

### イベント
- Fanicon Presents リアル謎解きゲーム『高橋健介誘拐事件〜あなたに届いた不思議な招待状〜』（2022年8月4日 - 12日）
- Fanicon Presents リアル謎解きゲーム『高橋健介誘拐事件～あなたに届いた不思議な招待状～』再演（2022年10月6日 - 16日）
- 四谷三栄町トークLIVE『AWASETAI』（2023年6月10日、三栄町LIVE STAGE）